# اچ‌ام‌اس ولورین (۱۹۱۰)
اچ‌ام‌اس ولورین (۱۹۱۰) (به انگلیسی: HMS Wolverine (1910)) یک کشتی بود که طول آن ۲۷۴ فوت (۸۴ متر) بود. این کشتی در سال ۱۹۱۰ ساخته شد.